# HD 91496
Désignations
HD 91496 , également désignée HR 4142, est une étoile géante de la constellation australe de la Carène. Elle est visible à l'œil nu avec une magnitude apparente de 4,92. Elle est située à environ ∼ 1 260 a.l. (∼ 386 pc) de la Terre.

## Environnement stellaire
HD 91496 présente une parallaxe annuelle de 2,59 ± 0,09 mas telle que mesurée par le satellite Gaia, ce qui permet d'en déduire qu'elle est distante de 386 ± 13 pc (∼1 260 al) de la Terre. Elle s'éloigne du Système solaire à une vitesse radiale de +13 km/s.
L'étoile possède un faible compagnon, qui est six magnitudes plus faible et qui est situé à une distance angulaire de 33 secondes d'arc. C'est une double purement optique qui est beaucoup plus lointaine,.

## Propriétés
HD 91496 est une étoile géante rouge de type spectral K4/5 III. Sa masse est environ six fois supérieure à celle du Soleil et son rayon est 115 fois plus grand que le rayon solaire. Elle est près de 2 800 fois plus lumineuse que le Soleil et sa température de surface est de 3 915 K. Il s'agit d'une étoile variable suspectée, avec une possible variation jamais confirmée entre les magnitudes 4,87 et 4,97.